# Tom Flanagan
Thomas Michael Flanagan, detto Tom (Londra, 17 gennaio 1992), è un calciatore nordirlandese, difensore del Colchester Utd.

## Carriera

### Club
Flanagan ha capitanato la squadra Under-18 di Milton Keynes Dons (MK Dons) nel gennaio 2010 mentre era uno studente del secondo anno. Ha fatto il suo debutto in prima squadra con l'MK Dons come sostituto all'82º minuto nella sconfitta per 5-0 contro il Carlisle United il 13 febbraio 2010.
Nell'agosto 2010, Flanagan ha firmato il suo primo contratto professionale con Milton Keynes Dons, su un contratto di 12 mesi con l'opzione di un secondo anno. Sei mesi dopo, è entrato a far parte di Kettering Town, dove ha esordito come professionista mentre era lì in prestito durante la stagione 2010-11. Subito dopo, il suo prestito è stato prorogato fino al 3 marzo il 1º febbraio. Un certo numero di prestazioni di alto livello gli valse un richiamo ed è stato messo direttamente in fila per una sconfitta infrasettimanale in casa, contro Leyton Orient dove ha fatto il suo debutto in campionato della stagione in una sconfitta per 3-2 su 15 Febbraio 2011. Più avanti nella stagione, Flanagan ha anche iniziato l'ultima partita della stagione contro l'Oldham Athletic, che si è conclusa con una vittoria in trasferta per 2-1. Nel 2011 ha firmato un nuovo contratto con i Dons; un contratto di un anno con l'opzione di ulteriori 12 mesi.
La stagione successiva, Flanagan era in panchina all'inizio della stagione fino a quando il 27 settembre 2011 ha giocato la sua prima partita della stagione contro il Charlton Athletic. Due mesi dopo, il 19 novembre 2011, Flanagan ha segnato il suo primo gol per il club in un 5–1 vittoria sul Colchester United. Più avanti nella stagione, Flanagan ha segnato altri due gol contro Stevenage e Notts County. Flanagan si è guadagnato un posto regolare negli undici titolari pur essendo in panchina. Flanagan ha collezionato 21 presenze e ne ha segnate tre.
Il 24 marzo 2014 Flanagan ha firmato un nuovo contratto di un anno con i Dons.

### Nazionale
Ha giocato nella nazionale nordirlandese Under-21.
Ha esordito con la nazionale maggiore nordirlandese il 2 giugno 2017, nell’amichevole vinta per 1-0 contro la Nuova Zelanda, giocando da titolare l’intera partita.

## Statistiche

### Presenze e reti nei club
Statistiche aggiornate al 23 novembre 2020.
| Stagione             | Squadra              | Campionato           | Campionato | Campionato | Coppe nazionali | Coppe nazionali | Coppe nazionali | Coppe continentali | Coppe continentali | Coppe continentali | Altre coppe | Altre coppe | Altre coppe | Totale | Totale |
| Stagione             | Squadra              | Comp                 | Pres       | Reti       | Comp            | Pres            | Reti            | Comp               | Pres               | Reti               | Comp        | Pres        | Reti        | Pres   | Reti   |
| -------------------- | -------------------- | -------------------- | ---------- | ---------- | --------------- | --------------- | --------------- | ------------------ | ------------------ | ------------------ | ----------- | ----------- | ----------- | ------ | ------ |
| 2009-2010            | M.K. Dons            | FL1                  | 1          | 0          | FACup+CdL       | 0+0             | 0               | -                  | -                  | -                  | FLT         | 0           | 0           | 1      | 0      |
| 2010-gen. 2011       | Kettering Town       | NL                   | 8          | 1          | FACup           | 0               | 0               | -                  | -                  | -                  | -           | -           | -           | 8      | 1      |
| gen.-giu. 2011       | M.K. Dons            | FL1                  | 2          | 0          | FACup+CdL       | 0+0             | 0               | -                  | -                  | -                  | FLT         | 0           | 0           | 2      | 0      |
| 2011-2012            | M.K. Dons            | FL1                  | 21         | 3          | FACup+CdL       | 2+1             | 0               | -                  | -                  | -                  | FLT         | 1           | 0           | 25     | 3      |
| 2012-gen. 2013       | Gillingham           | FL2                  | 13         | 1          | FACup+CdL       | 0+1             | 0               | -                  | -                  | -                  | FLT         | 1           | 0           | 15     | 1      |
| gen.-giu. 2013       | Barnet               | FL2                  | 9          | 0          | FACup+CdL       | -               | -               | -                  | -                  | -                  | FLT         | -           | -           | 9      | 0      |
| 2013-2014            | M.K. Dons            | FL1                  | 7          | 0          | FACup+CdL       | 0+1             | 0               | -                  | -                  | -                  | FLT         | 0           | 0           | 8      | 0      |
| apr. 2014            | Stevenage            | FL2                  | 2          | 0          | FACup+CdL       | -               | -               | -                  | -                  | -                  | FLT         | -           | -           | 2      | 0      |
| 2014-gen. 2015       | M.K. Dons            | FL1                  | 6          | 0          | FACup+CdL       | 2+1             | 0               | -                  | -                  | -                  | FLT         | 0           | 0           | 9      | 0      |
| Totale M.K. Dons     | Totale M.K. Dons     | Totale M.K. Dons     | 37         | 3          |                 | 7               | 0               |                    | -                  | -                  |             | 1           | 0           | 45     | 3      |
| gen.-giu. 2015       | Plymouth Argyle      | FL2                  | 4          | 0          | FACup+CdL       | -               | -               | -                  | -                  | -                  | FLT         | -           | -           | 4      | 0      |
| 2015-2016            | Burton Albion        | FL1                  | 18         | 0          | FACup+CdL       | 1+0             | 0               | -                  | -                  | -                  | FLT         | 1           | 0           | 20     | 0      |
| 2016-2017            | Burton Albion        | FLC                  | 30         | 0          | FACup+CdL       | 1+1             | 0               | -                  | -                  | -                  | -           | -           | -           | 32     | 0      |
| 2017-2018            | Burton Albion        | FLC                  | 27         | 2          | FACup+CdL       | 1+2             | 0               | -                  | -                  | -                  | -           | -           | -           | 30     | 2      |
| Totale Burton Albion | Totale Burton Albion | Totale Burton Albion | 75         | 2          |                 | 6               | 0               |                    | -                  | -                  |             | 1           | 0           | 82     | 2      |
| 2018-2019            | Sunderland           | FL1                  | 32+3       | 2+0        | FACup+CdL       | 3+0             | 0               | -                  | -                  | -                  | FLT         | 4           | 0           | 42     | 2      |
| 2019-2020            | Sunderland           | FL1                  | 18         | 1          | FACup+CdL       | 0+3             | 1               | -                  | -                  | -                  | FLT         | 1           | 0           | 22     | 2      |
| 2020-2021            | Sunderland           | FL1                  | 0          | 0          | FACup+CdL       | 0+0             | 0               | -                  | -                  | -                  | FLT         | 0           | 0           | 0      | 0      |
| Totale Sunderland    | Totale Sunderland    | Totale Sunderland    | 50+3       | 3+0        |                 | 6               | 1               |                    | -                  | -                  |             | 5           | 0           | 64     | 4      |
| Totale carriera      | Totale carriera      | Totale carriera      | 201        | 10         |                 | 20              | 1               |                    | -                  | -                  |             | 8           | 0           | 229    | 11     |

### Cronologia presenze e reti in nazionale
| Cronologia completa delle presenze e delle reti in nazionale ― Irlanda del Nord | Cronologia completa delle presenze e delle reti in nazionale ― Irlanda del Nord | Cronologia completa delle presenze e delle reti in nazionale ― Irlanda del Nord | Cronologia completa delle presenze e delle reti in nazionale ― Irlanda del Nord | Cronologia completa delle presenze e delle reti in nazionale ― Irlanda del Nord | Cronologia completa delle presenze e delle reti in nazionale ― Irlanda del Nord | Cronologia completa delle presenze e delle reti in nazionale ― Irlanda del Nord | Cronologia completa delle presenze e delle reti in nazionale ― Irlanda del Nord |
| Data                                                                            | Città                                                                           | In casa                                                                         | Risultato                                                                       | Ospiti                                                                          | Competizione                                                                    | Reti                                                                            | Note                                                                            |
| ------------------------------------------------------------------------------- | ------------------------------------------------------------------------------- | ------------------------------------------------------------------------------- | ------------------------------------------------------------------------------- | ------------------------------------------------------------------------------- | ------------------------------------------------------------------------------- | ------------------------------------------------------------------------------- | ------------------------------------------------------------------------------- |
| 2-6-2017                                                                        | Belfast                                                                         | Irlanda del Nord                                                                | 1 – 0                                                                           | Nuova Zelanda                                                                   | Amichevole                                                                      | -                                                                               |                                                                                 |
| 5-9-2019                                                                        | Belfast                                                                         | Irlanda del Nord                                                                | 1 – 0                                                                           | Lussemburgo                                                                     | Amichevole                                                                      | -                                                                               | 90+1’                                                                           |
| 10-10-2019                                                                      | Rotterdam                                                                       | Paesi Bassi                                                                     | 3 – 1                                                                           | Irlanda del Nord                                                                | Qual. Euro 2020                                                                 | -                                                                               | 87’                                                                             |
| 14-10-2019                                                                      | Praga                                                                           | Rep. Ceca                                                                       | 2 – 3                                                                           | Irlanda del Nord                                                                | Amichevole                                                                      | -                                                                               |                                                                                 |
| 19-11-2019                                                                      | Francoforte sul Meno                                                            | Germania                                                                        | 6 – 1                                                                           | Irlanda del Nord                                                                | Qual. Euro 2020                                                                 | -                                                                               |                                                                                 |
| 14-10-2020                                                                      | Oslo                                                                            | Norvegia                                                                        | 1 – 0                                                                           | Irlanda del Nord                                                                | UEFA Nations League 2020-2021 - 1º turno                                        | -                                                                               |                                                                                 |
| 12-11-2020                                                                      | Belfast                                                                         | Irlanda del Nord                                                                | 1 – 2 dts                                                                       | Slovacchia                                                                      | Qual. Euro 2020                                                                 | -                                                                               | 99’                                                                             |
| 15-11-2020                                                                      | Vienna                                                                          | Austria                                                                         | 2 – 1                                                                           | Irlanda del Nord                                                                | UEFA Nations League 2020-2021 - 1º turno                                        | -                                                                               |                                                                                 |
| 2-9-2021                                                                        | Vilnius                                                                         | Lituania                                                                        | 1 – 4                                                                           | Irlanda del Nord                                                                | Qual. Mondiali 2022                                                             | -                                                                               | 89’                                                                             |
| 5-9-2021                                                                        | Tallinn                                                                         | Estonia                                                                         | 0 – 1                                                                           | Irlanda del Nord                                                                | Amichevole                                                                      | -                                                                               |                                                                                 |
| 12-10-2021                                                                      | Sofia                                                                           | Bulgaria                                                                        | 2 – 1                                                                           | Irlanda del Nord                                                                | Qual. Mondiali 2022                                                             | -                                                                               |                                                                                 |
| 15-11-2021                                                                      | Belfast                                                                         | Irlanda del Nord                                                                | 0 – 0                                                                           | Italia                                                                          | Qual. Mondiali 2022                                                             | -                                                                               |                                                                                 |
| 25-3-2022                                                                       | Lussemburgo                                                                     | Lussemburgo                                                                     | 1 – 3                                                                           | Irlanda del Nord                                                                | Amichevole                                                                      | -                                                                               |                                                                                 |
| 24-9-2022                                                                       | Belfast                                                                         | Irlanda del Nord                                                                | 2 – 1                                                                           | Kosovo                                                                          | UEFA Nations League 2022-2023 - 1º turno                                        | -                                                                               |                                                                                 |
| 27-9-2022                                                                       | Atene                                                                           | Grecia                                                                          | 3 – 1                                                                           | Irlanda del Nord                                                                | UEFA Nations League 2022-2023 - 1º turno                                        | -                                                                               | 84’                                                                             |
| Totale                                                                          |                                                                                 | Presenze                                                                        | 15                                                                              |                                                                                 | Reti                                                                            | 0                                                                               |                                                                                 |

## Palmarès

### Club

#### Competizioni nazionali
- Football League Trophy: 1

Sunderland: 2020-2021